# Pokój w Merseburgu (1013)

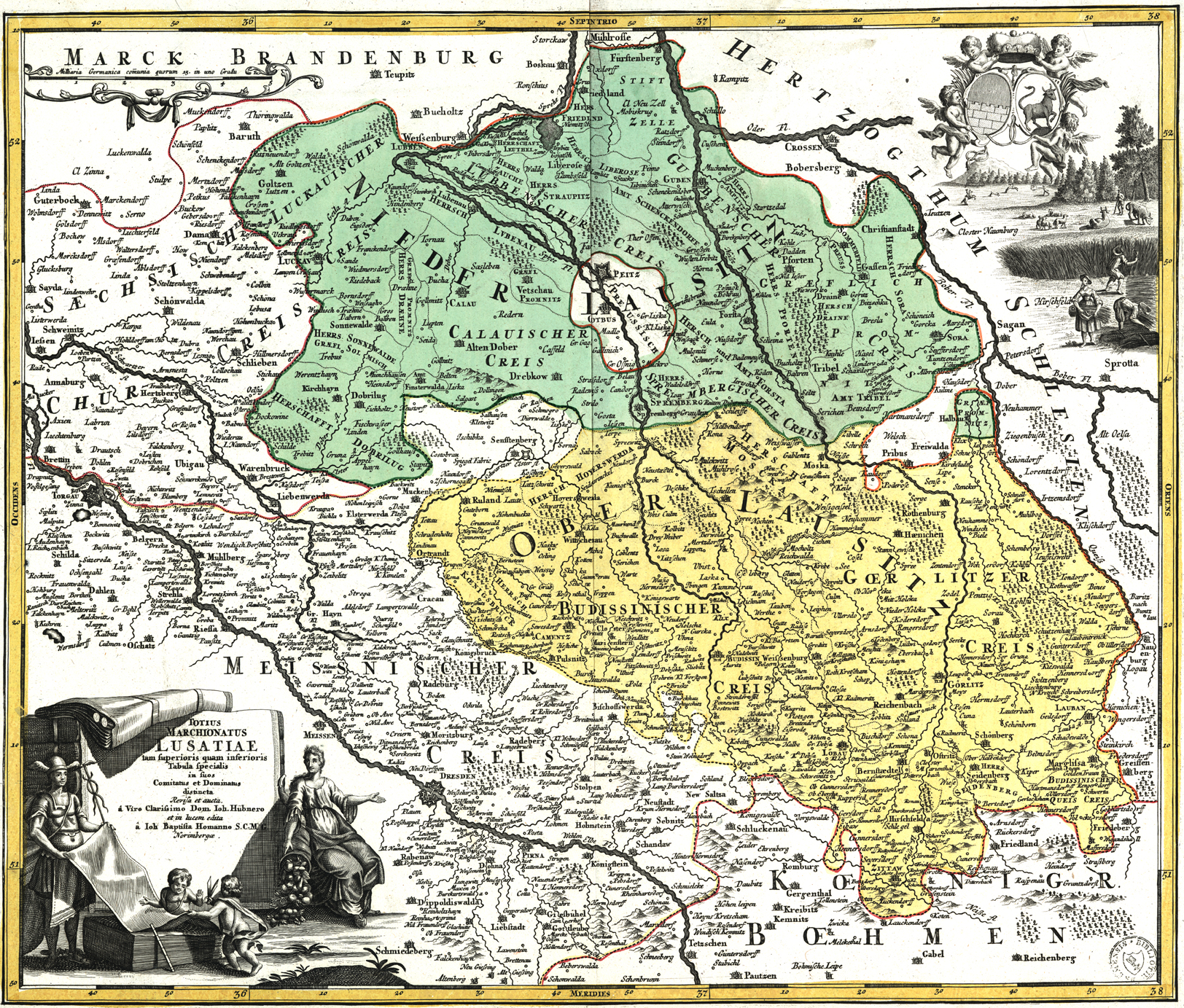
Mapa „Łużyc” (Dolne Łużyce na zielono) i „Milska” (Górne Łużyce na żółto) z XVIII wieku

Pokój w Merseburgu (1013) – traktat pokojowy uzgodniony w nocy (w Zielone Świątki) z 24 na 25 maja 1013 roku w Merseburgu. Został zawarty między księciem polskim Bolesławem I Chrobrym a cesarzem rzymskim i królem niemieckim Henrykiem II Świętym. Pokój kończył drugą wojnę polsko-niemiecką stoczoną w latach 1007-1013. 

## Postanowienia
Według postanowienia pokoju Bolesław otrzymywał Łużyce i Milsko, ale musiał złożyć z nich hołd lenny cesarzowi, oraz zobowiązać się do wysłania posiłków wojskowych dla Henryka, podczas jego wyprawy na Rzym. Z kolei Henryk zobowiązał się w tym samym do wsparcia Bolesława w wyprawie na Ruś. 
Bolesław był też zobowiązany do płacenia cesarzowi daniny z zdobytych ziem .